# Clidemia donnell-smithii
Clidemia donnell-smithii är en tvåhjärtbladig växtart som beskrevs av Célestin Alfred Cogniaux. Clidemia donnell-smithii ingår i släktet Clidemia och familjen Melastomataceae.
Artens utbredningsområde är Guatemala. Inga underarter finns listade i Catalogue of Life.